# Список об'єктів Світової спадщини ЮНЕСКО в Іраку
У списку об'єктів Світової спадщини ЮНЕСКО в Іраку налічується 4 найменування (станом на 2014 рік).
У цій таблиці об'єкти розташовані в порядку їх додавання до списку Світової спадщини ЮНЕСКО:
| № | Зображення | Назва                      | Розташування           | Час створення          | Рік внесення до списку | №                                                      | Критерії        |
| - | ---------- | -------------------------- | ---------------------- | ---------------------- | ---------------------- | ------------------------------------------------------ | --------------- |
| 1 |            | Стародавнє місто Хатра     | провінція Найнава      | III століття до н. е.  | 1985                   | 277 [Архівовано 7 листопада 2019 у Wayback Machine.]   | ii, iii, iv, vi |
| 2 |            | Стародавнє місто Ашшур     | провінція Салах-ед-Дін | IX століття до н. е.   | 2003                   | 1130 [Архівовано 25 грудня 2018 у Wayback Machine.]    | iii, iv         |
| 3 |            | Археологічне місто Самарра | провінція Салах-ед-Дін | V тисячоліття до н. е. | 2007                   | 276 [Архівовано 25 грудня 2018 у Wayback Machine.]     | ii, iii, iv     |
| 4 |            | Цитадель Ербіль قلعة أربيل | провінція: Ель-Амара   | V століття до н. е.    | 2014                   | № 1437 [Архівовано 20 березня 2015 у Wayback Machine.] | iv              |